# Viola czemalensis
Viola czemalensis Zuev – gatunek roślin z rodziny fiołkowatych (Violaceae). Występuje naturalnie w Rosji – w Kraju Ałtajskim i Republice Ałtaju. 

## Morfologia
PokrójBylina dorastająca do 10 cm wysokości, tworzy kłącza.
LiścieBlaszka liściowa ma sercowaty kształt. Mierzy 3–4 cm długości oraz 1 cm szerokości, jest karbowana na brzegu, ma zbiegającą po ogonku nasadę i ostry wierzchołek. Ogonek liściowy jest nagi i ma 3–4 cm długości. Przylistki są lancetowate i osiągają 10 mm długości.
KwiatyPojedyncze, wyrastające z kątów pędów. Mają działki kielicha o owalnie lancetowatym kształcie i dorastające do 5 mm długości. Płatki są eliptyczne i mają purpurową barwę, dolny płatek posiada obłą ostrogę o długości 2 mm.
OwoceTorebki mierzące 5-6 mm długości, o elipsoidalnym kształcie.

## Biologia i ekologia
Rośnie na łąkach, skarpach i terenach skalistych. Występuje na wysokości od 300 do 800 m n.p.m.